# Pro Victoria Pallavolo 2014-2015
Questa voce raccoglie le informazioni riguardanti la Pro Victoria Pallavolo nelle competizioni ufficiali della stagione 2014-2015.

## Stagione

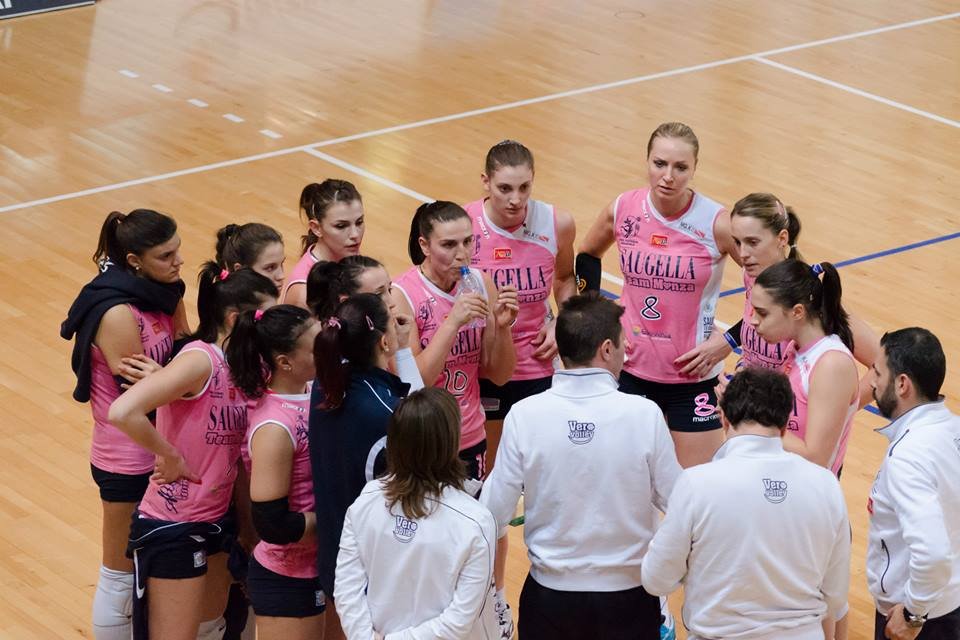
la squadra durante un time out

La stagione 2014-15 è per la Pro Victoria, sponsorizzata dalla Saugella, è la seconda consecutiva in Serie A2; viene cambiato l'allenatore, la cui scelta cade su Davide Delmati, mentre la rosa è in una buona parte riconfermata. Gli unici acquisti riguardano Alice Coatti, Francesca Devetag, Tereza Matuszková, Serena Moneta e Giusy Astarita, arrivata a campionato in corso, mentre tra le cessioni si segnalano quelle di Monica Ravetta, Natalia Viganò e Laura Garavaglia; tra le conferme si registrano quelle di Maria Nomikou, Martina Balboni, Marika Bonetti e Veronica Bisconti.
Il campionato si apre con una sconfitta ad opera del Libertas Aversa, mentre nelle successive cinque giornate la squadra di Monza conquista quattro successi; dopo lo stop contro il Neruda Volley, nelle ultime cinque gare del girone di andata perde solamente contro il Club Italia, per 3-2, attestandosi al secondo posto in classifica e qualificandosi per la Coppa Italia di Serie A2. Il girone di ritorno vede il club lombardo sempre vincente in casa e perdente in trasferta, eccetto alla sedicesima giornata contro il VolAlto Caserta e alla diciottesima giornata contro la Filottrano Pallavolo, chiudendo la regular season al terzo posto. Qualificata direttamente alla semifinali dei play-off promozione, supera il turno battendo il Club Italia in tre gare, con la vittoria in gara 1 ed in gara 3: nella finale perde la serie contro l'Obiettivo Risarcimento Volley, sconfitta in due gare.
Il secondo posto in classifica al termine del girone di andata della Serie A2 2014-15 permette alla squadra di partecipare alla Coppa Italia di Serie A2; nei quarti di finale vince la gara di andata contro il Club Italia per 3-1 e perde quella di ritorno per 3-2, ma avanza per un miglior quoziente set: lo stesso accade anche nelle semifinali dove vince all'andata per 3-1 contro la Beng Rovigo Volley, per poi perdere al ritorno per 3-0, venendo questa volta estromessa dalla competizione per un peggior quoziente set.

## Organigramma societario
Area direttiva
- Presidente: Carlo Rigaldo
- Vicepresidente: Fabio Barzaghi
- Segreteria generale: Luciana Papotti
- Amministrazione: Barbara Lissoni, Aldo Tadini, Papotti Luciana, Monica Longoni

Area organizzativa
- Direttore generale: Alberto Nespoli
- Responsabile genitori: Carlo Peraboni
- Responsabile scuole: Massimo Tadini

Area tecnica
- Allenatore: Davide Delmati
- Allenatore in seconda: Dario Keller
- Scout man: Mirko Parigi

Area sanitaria
- Medico: Alessandra Marzari
- Preparatore atletico: Silvio Colnago
- Fisioterapista: Matteo Scodro

## Rosa
| N° | Nome                | Ruolo | Data di nascita   | Nazionalità sportiva |
| -- | ------------------- | ----- | ----------------- | -------------------- |
| 1  | Benedetta Bruno     | C     | 18 settembre 1984 | Italia               |
| 3  | Maria Nomikou       | S/O   | 30 marzo 1993     | Grecia               |
| 5  | Martina Balboni     | P     | 29 gennaio 1991   | Italia               |
| 6  | Chiara Falotico     | S     | 15 dicembre 1995  | Italia               |
| 7  | Francesca Saveriano | P     | 28 giugno 1993    | Italia               |
| 8  | Tereza Matuszková   | S/O   | 3 dicembre 1982   | Rep. Ceca            |
| 9  | Alice Coatti        | S/O   | 4 marzo 1989      | Italia               |
| 10 | Marika Bonetti      | S     | 29 febbraio 1984  | Italia               |
| 11 | Giusy Astarita      | S     | 18 aprile 1988    | Italia               |
| 12 | Francesca Devetag   | C     | 13 novembre 1986  | Italia               |
| 13 | Fabiola Facchinetti | C     | 30 aprile 1989    | Italia               |
| 14 | Serena Moneta       | S     | 17 dicembre 1990  | Italia               |
| 18 | Veronica Bisconti   | L     | 27 gennaio 1991   | Italia               |

## Mercato
| Acquisti | Acquisti          | Acquisti        | Acquisti   |
| R.       | Nome              | da              | Modalità   |
| -------- | ----------------- | --------------- | ---------- |
| S        | Giusy Astarita    | Savino Del Bene | definitivo |
| S/O      | Alice Coatti      | Orizzonte       | definitivo |
| C        | Francesca Devetag | Villanterio     | definitivo |
| S/O      | Tereza Matuszková | Lokomotiv Baku  | definitivo |
| S        | Serena Moneta     | Savino Del Bene | definitivo |

| Cessioni | Cessioni          | Cessioni          | Cessioni   |
| R.       | Nome              | a                 | Modalità   |
| -------- | ----------------- | ----------------- | ---------- |
| S/O      | Ramona Aricò      | Holimpia Siracusa | definitivo |
| S        | Laura Garavaglia  | Pavia             | definitivo |
| C        | Federica Garbet   | Hermaea           | definitivo |
| L        | Martina Pastrenge | ?                 | definitivo |
| S/O      | Monica Ravetta    | ?                 | definitivo |
| S        | Sara Rinaldi      | AGIL              | definitivo |
| S        | Natalia Viganò    | Piacentina        | definitivo |

## Risultati

### Serie A2

#### Girone di andata
| 1ª giornata - 2 novembre 2014 PalaJacazzi, Aversa            | Libertas Aversa | 3 - 2 | Pro Victoria           | 23-25, 25-22, 25-19, 14-25, 15-12 |
| 2ª giornata - 9 novembre 2014 Palazzetto dello Sport, Monza  | Pro Victoria    | 3 - 1 | Obiettivo Risarcimento | 25-22, 25-17, 22-25, 25-22        |
| 3ª giornata - 16 novembre 2014 Palazzetto dello Sport, Monza | Pro Victoria    | 3 - 0 | VolAlto Caserta        | 25-19, 25-19, 25-14               |
| 4ª giornata - 23 novembre 2014 PalaScoppa, Soverato          | Soverato        | 1 - 3 | Pro Victoria           | 19-25, 27-29, 25-23, 21-25        |
| 5ª giornata - 30 novembre 2014 Palazzetto dello Sport, Monza | Pro Victoria    | 3 - 1 | Filottrano             | 25-16, 25-21, 15-25, 25-17        |
| 7ª giornata - 10 dicembre 2014 Palazzetto dello Sport, Monza | Pro Victoria    | 3 - 0 | Beng Rovigo            | 25-17, 25-19, 25-18               |
| 8ª giornata - 14 dicembre 2014 PalaResia, Bolzano            | Neruda          | 3 - 1 | Pro Victoria           | 18-25, 27-25, 27-25, 25-14        |
| 9ª giornata - 21 dicembre 2014 Palazzetto dello Sport, Monza | Pro Victoria    | 3 - 1 | Piacentina             | 21-25, 25-20, 25-13, 25-17        |
| 10ª giornata - 26 dicembre 2014 PalaSebapolis, Trento        | Trentino Rosa   | 0 - 3 | Pro Victoria           | 16-25, 22-25, 17-25               |
| 11ª giornata - 3 gennaio 2015 Centro Pavesi, Trento          | Club Italia     | 3 - 2 | Pro Victoria           | 25-21, 23-25, 18-25, 25-17, 15-10 |
| 12ª giornata - 11 gennaio 2015 Palazzetto dello Sport, Monza | Pro Victoria    | 3 - 1 | Pavia                  | 26-24, 20-25, 25-17, 25-23        |
| 13ª giornata - 18 gennaio 2015 Geopalace, Olbia              | Hermaea         | 1 - 3 | Pro Victoria           | 18-25, 25-23, 22-25, 18-25        |

#### Girone di ritorno
| 14ª giornata - 24 gennaio 2015 Palazzetto dello Sport, Monza        | Pro Victoria           | 3 - 1 | Libertas Aversa | 25-22, 19-25, 25-17, 25-18        |
| 15ª giornata - 1º febbraio 2015 Palasport Città di Vicenza, Vicenza | Obiettivo Risarcimento | 3 - 1 | Pro Victoria    | 25-18, 25-23, 23-25, 25-23        |
| 16ª giornata - 8 febbraio 2015 Palazzetto dello Sport, Caserta      | VolAlto Caserta        | 1 - 3 | Pro Victoria    | 22-25, 25-16, 24-26, 23-25        |
| 17ª giornata - 14 febbraio 2015 Palazzetto dello Sport, Monza       | Pro Victoria           | 3 - 2 | Soverato        | 25-22, 25-22, 19-25, 18-25, 15-7  |
| 18ª giornata - 22 febbraio 2015 PalaBaldinelli, Osimo               | Filottrano             | 1 - 3 | Pro Victoria    | 17-25, 31-29, 25-27, 22-25        |
| 20ª giornata - 11 marzo 2015 Palazzetto dello Sport, Rovigo         | Beng Rovigo            | 3 - 1 | Pro Victoria    | 25-16, 25-18, 23-25, 25-16        |
| 21ª giornata - 15 marzo 2015 Palazzetto dello Sport, Monza          | Pro Victoria           | 3 - 2 | Neruda          | 21-25, 25-23, 25-22, 23-25, 15-11 |
| 22ª giornata - 21 marzo 2015 PalaFranzanti, Piacenza                | Piacentina             | 3 - 2 | Pro Victoria    | 25-23, 19-25, 20-25, 25-22, 15-9  |
| 23ª giornata - 29 marzo 2015 Palazzetto dello Sport, Monza          | Pro Victoria           | 3 - 1 | Trentino Rosa   | 26-28, 25-20, 25-10, 25-22        |
| 24ª giornata - 5 aprile 2015 Palazzetto dello Sport, Monza          | Pro Victoria           | 3 - 1 | Club Italia     | 15-25, 25-20, 25-21, 25-15        |
| 25ª giornata - 8 aprile 2015 PalaRavizza, Pavia                     | Pavia                  | 3 - 2 | Pro Victoria    | 16-25, 25-22, 25-20, 21-25, 15-11 |
| 26ª giornata - 12 aprile 2015 Palazzetto dello Sport, Monza         | Pro Victoria           | 3 - 1 | Hermaea         | 25-20, 25-23, 19-25, 25-20        |

#### Play-off promozione
| Semifinali (gara 1) - 22 aprile 2015 Palazzetto dello Sport, Monza  | Pro Victoria           | 3 - 0 | Club Italia            | 25-19, 25-19, 25-19               |
| Semifinali (gara 2) - 26 aprile 2015 Centro Pavesi, Milano          | Club Italia            | 3 - 1 | Pro Victoria           | 22-25, 25-22, 25-23, 25-23        |
| Semifinali (gara 3) - 29 aprile 2015 Palazzetto dello Sport, Monza  | Pro Victoria           | 3 - 1 | Club Italia            | 39-37, 27-25, 17-25, 25-18        |
| Finale (gara 1) - 3 maggio 2015 Palasport Città di Vicenza, Vicenza | Obiettivo Risarcimento | 3 - 0 | Pro Victoria           | 26-24, 25-21, 25-12               |
| Finale (gara 2) - 6 maggio 2015 Palazzetto dello Sport, Monza       | Pro Victoria           | 2 - 3 | Obiettivo Risarcimento | 25-18, 14-25, 25-22, 20-25, 13-15 |

### Coppa Italia di Serie A2

#### Fase a eliminazione diretta
| Quarti di finale (andata) - 21 gennaio 2015 Centro Pavesi, Milano          | Club Italia  | 1 - 3 | Pro Victoria | 15-25, 20-25, 25-17, 24-26       |
| Quarti di finale (ritorno) - 28 gennaio 2015 Palazzetto dello Sport, Monza | Pro Victoria | 2 - 3 | Club Italia  | 25-15, 15-25, 20-25, 25-23, 7-15 |
| Semifinali (andata) - 4 febbraio 2015 Palazzetto dello Sport, Rovigo       | Beng Rovigo  | 1 - 3 | Pro Victoria | 25-21, 19-25, 23-25, 21-25       |
| Semifinali (ritorno) - 11 febbraio 2015 Palazzetto dello Sport, Monza      | Pro Victoria | 0 - 3 | Beng Rovigo  | 21-25, 22-25, 23-25              |

## Statistiche

### Statistiche di squadra
| Competizione             | Punti | In casa | In casa | In casa | In trasferta | In trasferta | In trasferta | Totale | Totale | Totale |
| Competizione             | Punti | G       | V       | P       | G            | V            | P            | G      | V      | P      |
| ------------------------ | ----- | ------- | ------- | ------- | ------------ | ------------ | ------------ | ------ | ------ | ------ |
| Serie A2                 | 53    | 15      | 14      | 1       | 14           | 5            | 9            | 29     | 19     | 10     |
| Coppa Italia di Serie A2 | -     | 2       | 0       | 2       | 2            | 2            | 0            | 4      | 2      | 2      |
| Totale                   | -     | 17      | 14      | 3       | 16           | 7            | 9            | 33     | 21     | 12     |

G = partite giocate; V = partite vinte; P = partite perse

### Statistiche dei giocatori
| Giocatore      | Serie A2 | Serie A2 | Serie A2 | Serie A2 | Serie A2 | Coppa Italia di Serie A2 | Coppa Italia di Serie A2 | Coppa Italia di Serie A2 | Coppa Italia di Serie A2 | Coppa Italia di Serie A2 | Totale | Totale | Totale | Totale | Totale |
| Giocatore      | P        | PT       | AV       | MV       | BV       | P                        | PT                       | AV                       | MV                       | BV                       | P      | PT     | AV     | MV     | BV     |
| -------------- | -------- | -------- | -------- | -------- | -------- | ------------------------ | ------------------------ | ------------------------ | ------------------------ | ------------------------ | ------ | ------ | ------ | ------ | ------ |
| G. Astarita    | 19       | 163      | ?        | ?        | ?        | 4                        | 26                       | 24                       | 1                        | 1                        | 23     | 189    | ?      | ?      | ?      |
| M. Balboni     | 29       | 58       | ?        | ?        | ?        | 4                        | 9                        | 2                        | 1                        | 6                        | 33     | 67     | ?      | ?      | ?      |
| V. Bisconti    | 29       | 1        | ?        | ?        | ?        | 4                        | -                        | -                        | -                        | -                        | 33     | 1      | ?      | ?      | ?      |
| M. Bonetti     | 28       | 330      | ?        | ?        | ?        | 4                        | 44                       | 35                       | 1                        | 8                        | 32     | 374    | ?      | ?      | ?      |
| B. Bruno       | 24       | 152      | ?        | ?        | ?        | 4                        | 9                        | 8                        | 1                        | 0                        | 28     | 161    | ?      | ?      | ?      |
| A. Coatti      | 7        | 6        | ?        | ?        | ?        | 2                        | 0                        | 0                        | 0                        | 0                        | 9      | 6      | ?      | ?      | ?      |
| F. Devetag     | 29       | 374      | ?        | ?        | ?        | 4                        | 41                       | 23                       | 14                       | 4                        | 33     | 415    | ?      | ?      | ?      |
| F. Facchinetti | 26       | 93       | ?        | ?        | ?        | 4                        | 24                       | 17                       | 2                        | 5                        | 30     | 117    | ?      | ?      | ?      |
| C. Falotico    | 0        | 0        | 0        | 0        | 0        | -                        | -                        | -                        | -                        | -                        | 0      | 0      | 0      | 0      | 0      |
| S. Moneta      | 7        | 82       | ?        | ?        | ?        | -                        | -                        | -                        | -                        | -                        | 7      | 82     | ?      | ?      | ?      |
| M. Nomikou     | 27       | 100      | ?        | ?        | ?        | 4                        | 25                       | 20                       | 4                        | 1                        | 31     | 125    | ?      | ?      | ?      |
| T. Matuszková  | 29       | 623      | ?        | ?        | ?        | 4                        | 67                       | 55                       | 5                        | 7                        | 33     | 690    | ?      | ?      | ?      |
| F. Saveriano   | 17       | 2        | ?        | ?        | ?        | 2                        | 0                        | 0                        | 0                        | 0                        | 19     | 2      | ?      | ?      | ?      |

P = presenze; PT = punti totali; AV = attacchi vincenti; MV = muri vincenti; BV = battute vincenti